# Акуара
Акуара (італ. Aquara, сиц. Aquara) — муніципалітет в Італії, у регіоні Кампанія, провінція Салерно.
Акуара розташована на відстані близько 290 км на південний схід від Рима, 100 км на південний схід від Неаполя, 50 км на південний схід від Салерно.
Населення — 1560 осіб (2014).
Щорічний фестиваль відбувається 28 липня. Покровитель — святий Лучідо з Акуари.

## Демографія
Населення за роками:

Станом на 1 січня 2023 року в муніципалітеті офіційно проживало 68 іноземців з 12 країн, серед них 56 громадян країн Євросоюзу та 3 громадяни України.

## Сусідні муніципалітети
- Беллозгуардо
- Кастель-Сан-Лоренцо
- Кастельчивіта
- Фелітто
- Оттаті
- Роккадаспіде